# التهاب المهبل الضموري
التهاب المهبل الضموري (بالإنجليزية: Atrophic vaginitis)‏ أو ضمور المهبل هو نقص في سمك جدران المهبل وجفافه والتهابه؛ بسبب نقص الإستروجين، يحدث غالباً بعد سن اليأس، لكنه قد يحدث أيضاً أثناء الرضاعة أو أي وقت ينخفض فيه الإستروجين، والمرأة المصابة بضمور المهبل ترتفع لديها احتمالية الإصابة بعدوى المهبل المزمنة ومشكلات الجهاز البولي؛ فنقص الإستروجين يؤدي إلى تغير في البكتيريا الطبيعية في المهبل مما يؤدي إلى نمو البكتيريا الضارة، كما يُرقق جدران المثانة والإحليل، وكذلك يجعل ضمور المهبل الاتصال الجنسي مؤلماً فيما يعرف بعسر الجماع.

## الانتشار
تبعاً للجمعية الأمريكية لأطباء الأسرة تعاني 40% من النساء بعد سن اليأس من التهاب المهبل الضموري.

## الأسباب
يحدث بسبب نقص إنتاج الإستروجين؛ مما يجعل جدران المهبل رقيقة جافة أقل مرونة وأضعف من ذي قبل، قد يحدث انخفاض مستوى الإستروجين عند:
- سن اليأس: بعد انقطاع الدورة الشهرية والفترة حولها
- أثناء فترة الرضاعة
- بعد إزالة المبيضين جراحياً
- بعد استخدام المعالجة بالأشعة والعلاج الكيميائي في حالات السرطان
- كعرض جانبي للعلاج الهرموني لسرطان الثدي

و ضمور المهبل نتيجة لانقطاع الدورة قد يبدأ في الظهور في سنوات ما قبل انقطاع الدورة، وقد لا يظهر إلا بعدها بسنوات، وبالرغم من شيوع الحالة، لا تعاني كل النساء منها، والنشاط الجنسي المنتظم يحافظ على صحة أنسجة المهبل.

## عوامل الخطر
- التدخين: التدخين يؤثر على الدورة الدموية؛ فلا يحصل المهبل وغيره من الأنسجة على الأكسجين الكافي، وقد يقلل التدخين أيضاً من تأثير الإستروجين، كما تعاني المدخنات من سن يأس مبكر مقارنةً بغيرهن.
- انعدام الولادة عن طريق المهبل: وجد الباحثون أن من لم تلدن ولادةً مهبليةً معرضات بنسبة أكبر لضمور المهبل عن غيرهن.
- انعدام النشاط الجنسي: النشاط الجنسي بشريك أو من دونه يرفع الإمداد الدموي مما يجعل الأنسجة أكثر مرونة.[5]

## الأعراض
تكون الأعراض أكثر حدة فيمن وصلن إلى سن الياس في سن أصغر، وغير البيضاوات ومن تعانين من السكري وذوات مؤشر كتلة الجسم الأقل، والأعراض كالتالي:
- جفاف المهبل
- حرقان في المهبل
- إفرازات المهبل
- حكة
- حرقان عند التبول
- إلحاح بولي
- ارتفاع احتمالية التعرض لعدوى الجهاز البولي
- سلس البول
- نزف بسيط بعد الاتصال الجنسي
- عدم ارتياح أثناء الاتصال الجنسي
- نقص ترطيب المهبل أثناء الاتصال الجنسي
- قصر وضيق المهبل[6]

## المضاعفات
- التهاب المهبل: في المهبل الطبيعي توجد بكتيريا غير ضارة تسمى عصية لبنية تحافظ على الوسط الحامضي للمهبل لمنع العدوى، أما في حالة ضمور المهبل يتغير الأس الهيدروجيني للمهبل، وتقل حامضيته مما يجعله أكثر عرضة للعدوى ومن ثم التهاب المهبل.
- مشكلات التبول: تحدث تغيرات في الجهاز البولي تؤدي إلى الإلحاح بولي أو كثرة التبول أو سلس البول أو عدوى الجهاز البولي.[6]

## التشخيص

### الفحص الإكلينيكي
عند قيام الطبيب بفحص الحوض يلاحظ ضمور الشفرين الكبيرين والصغيرين ونقص النسيج الدهني تحت الجلد ونقص شعر العانة، وقد يظهر نسيج المهبل شاحباً وجافاً وضعيفاً مع نقص الطيات المهبلية وأجزاء ملتهبة مع بقع من الحمامى والحبرة.
و يجرى اختبار لمعرفة الأس هيدروجيني للمهبل باستخدام ورقة عباد الشمس؛ إذ توضع على جدار المهبل حتى تصبح رطبة، والأس الهيدروجيني الأعلى من 5.0 يعد مؤشراً لالتهاب المهبل الضموري.

### تحليل البول
في حالة وجود أعراض متعلقة بالجهاز البولي

### لطاخة المهبل
يتم أخذ عينة من جدار المهبل لفحصها مجهرياً، والكشف عن وجود بكتيريا.

### تحليل الدم
يتم أخذ عينة دم وتحليلها لأغراض معينة كقياس مستوى الإستروجين في الدم.

## العلاج

### المرطبات
- مرطبات المهبل: يتم استخدامه كل يومين إلى ثلاثة أيام لإعادة الترطيب إلى المهبل، وتأثيره يمتد لفترة أطول من المزلق.
- المزلقات: يستخدم لتقليل الألم وعدم الارتياح أثناء الاتصال الجنسي، وتستخدم الخالية من الجليسرين؛ فبعض النساء لديهن حساسية منه مما يسبب الحرقان والتهيج.

### الإستروجين
قد يستخدم موضعياً أو جهازياً

#### الإستروجين الموضعي
على هيئة كريم أو حلقة أو قرص يوضع في المهبل، يستخدم الكريم أو الحلقة يومياً لمدة أسبوعين لتعطي التأثير المطلوب، ثم تستخدم مرتين أو ثلاث أسبوعياً، بينما توضع الحلقات مرة كل 90 يوماً فقط.

#### الإستروجين الجهازي
إذا كان ضمور المهبل مصحوباً بأعراض أخرى لانقطاع الحيض كهبات الحرارة يتم استخدام الإستروجين جهازياً على هيئة أقراص أو لاصقات أو جل، وقد يستخدم مع البروجستين؛ أي البروجيستيرون الصناعي.
و في حالة وجود تارخ مرضي للإصابة بسرطان الثدي، تستخدم المرطبات والمزلقات والإستروجين الموضعي، ولا يستخدم الإستروجين الجهازي، خاصةً لو كان سرطان الثدي من النوع الحساس للهرمونات.

### علاجات أخرى
يعمل الباحثون على إيجاد علاجات أخرى لضمور المهبل خلاف الإستروجين، نظراً لخطورة استخدامه على المدى الطويل حتى ولو كان بجرعات صغيرة؛ إذ يرفع احتمالية الإصابة بسرطان بطانة الرحم وسرطان الثدي.